# Ахмед Хатем Шејх Аковали
Ахмед Хатем Шејх Аковали (1720 — 1754) је био кадија и писац. Један је од највећих пјесника свога времена и аутор више дјела. Писао је на турском, арапском и персијском језику. Бавио се калиграфијом и коментарима шеријатског права (дјело „Sahidiya“). Син је Шехди Османа Кадића, поријеклом из Акове (Бијело Поље). Након што је завршио студије права у Цариграду, радио је у Мисиру (Египат) и Хиџазу. Његова збирка пјесама на турском језику, сабрана је у „Дивану“, објављеном послије његове смрти, у XIX вијеку.